# Petroleum Development Oman
Petroleum Development Oman (PDO) é uma companhia petrolífera estatal de Omã.

## História
A companhia foi estabelecida em 1937, com análise de jazidas conhecidas desde 1925.